# Sozialbudget
Das Sozialbudget (Deutschland) ist ein regelmäßiger Bericht der Bundesregierung über die in Deutschland in einem bestimmten Zeitraum erbrachten Sozialleistungen und ihre Finanzierung in tabellarischer Form. Es erscheint jährlich, sofern nicht statt des Sozialbudgets ein ausführlicher Sozialbericht vorgelegt wird, der zusätzlich auch andere Berichtsteile, eine ausführliche Erläuterung des Sozialbudgets sowie eine mittelfristige Prognose enthält.
Zu unterscheiden ist das Sozialbudget von dem Sozialhaushalt; während das Sozialbudget eine Statistik darstellt, ist der Haushalt das Planungs-, Bewirtschaftungs- und Kontrollinstrument im Sinne des Haushaltsrechts.